# Sansevieria burmanica
Sansevieria burmanica är en sparrisväxtart som beskrevs av Nicholas Edward Brown. Sansevieria burmanica ingår i släktet bajonettliljor, och familjen sparrisväxter. Inga underarter finns listade i Catalogue of Life.